# 马小平 (教师)
马小平 (1956年4月10日—2012年1月16日)，出生于中华人民共和国湖南省长沙市，高中语文教师。从事于中国高中语文的教育工作和教学研究，提倡人文教育，致力于“在应试教育的大框架里把人文教育的理念实现出来”，“最具世界眼光”，“可以称得上是教育家的人”（钱理群）。

## 主要教育思想
教育理念：“要赶在灾难尚未毁灭人类之前，把能够应对这种灾难的一代新人给培养出来。”（源自英国教育学家汤因比的“与灾难赛跑”的教育理念）
“教育应该是情感和智慧参与的事业”
“把语文教学提到一个哲学的高度来认识”。
关于语文教育，马小平认为不仅是一个简单的知识传授，而事关人格养成、公民责任以及智慧与情感。

## 主要著作及论文
- 专著《追寻意义——一个中学教师思考和言说的个案》（中央民族大学出版社）[註 1][2][3][4]
- 主编《情感与智慧参与的语文教学》（中央民族大学出版社）[5]
- 编集《人文素养读本》（更名为《叩响命运的门》，湖南出版社）[6]

## 生平

### 1978年
大学时期：湖南师范大学
1977年中国恢复高考。1978年，进入湖南师大文学院（后来的湖南师范大学）就读。在这里，接触了苏霍姆林斯基，并将其奉为终身的精神导师，他回忆说：“我们常常为苏霍姆林斯基而感动，常常为我们的感动而感动。当时环顾我们周围，有几个人能像我们那样热爱教育？从那时候起，我就一直有这么一个想法，这一辈子，只要能到一所像帕夫雷什中学那样的学校去教书就值了。后来参加工作，才知道事情没有那么简单。但是，多年来，我一直在寻找，在等待，在准备。我的一生就为了等一所这样的学校”。
他曾描述过第一次读李泽厚的《美的历程》，朦胧派的诗歌，还有西方的许多著作时的震动，他看到了“人”的可贵，看到民主、自由、博爱等普世价值的意义，并对文革有了深刻的反思。这种对普世价值的追寻，这种对民主、自由的向往，伴随了他一生，并传播给了他的千千万万学生。毕业论文的主题是“李白的生命意识”。

### 1982年
毕业后，他进入湘潭市十中执教，开始他的教师生涯。1983年，他担任该校语文教研组组长。1985年，他获得湘潭市人民政府立功奖励，

### 1986年
被评为湘潭市教育系统先进工作者。同年，编写《青少年古典诗词分类选读》（湖南文艺出版社出版）。论文《关于中学生课外阅读情况的调查》，发表于1986年的《湖南教育研究》上。
调任湘潭市一中任教。1987年10月，马小平被评为一级教师，评为湘潭市优秀教师。1990年被选为湘潭市中学语文研究会副会长。

### 1992年
1992年-2002年，执教于广东省东莞市东莞中学。
1994年被评为高级教师，同年被选为东莞市中学语文研究会常务理事，1996，1999年两次被评为东莞市优秀教师，
1999年当选为东莞市政协委员。2000年3月-6月参加全国骨干教师培训班学习（2001年9月结业），被推荐参加香港“地区教师交流”学术活动一个月（2001年10-11月）。
在东莞的十年是他教育思想、教学成就极大发展的十年。从湖南到东莞，他一直朝着第一流的中学老师的方向努力，立志向学者型、专家型的教师方向发展。除了系统地钻研过教育学、心理学外，还对文学、历史、哲学、美学、管理科学等领域有深入的钻研。
2002年，马小平出版个人专著《追寻意义——一个普通教师思考和言说的个案》（中央民族大学出版社），主编《情感与智慧参与的语文教学》（中央民族大学出版社）。
2003年– 2012年 执教于广东省深圳市深圳中学。开始他教学生涯中新的里程碑。他越发看重人文素养教育，在他看来，语文教育的责任不仅是教会学生说识读些，更重要的是熏陶学生的人文意识，帮助学生形成独立的人格、良性的价值观体系。
2010.2-2012.1，因癌症去世。在放化疗时期，编集《人文素养读本》，选入137篇文章，有 16个关于人文思想和人文精神的主题，共90多万字。
北大钱理群教授谈起《人文素养读本》一书时作了这样的评述：“正是在这本<人文素养读本>里，马老师给学生打开了无数道宽阔的大门，通向一个又一个思想的高地，在那里，追寻人生的意义；讨论公民如何诞生，怎样用灵魂的力量抵御暴力；探讨全球一体化和文化多元化的关系；追究人权、民主、自由、科学的价值和意义；思考如何唤醒沉睡的心灵，怎样诗意地栖居大地，让思想伴随我们生命到永远；研究怎样拯救因生态破坏而沦落的每个人的故乡，实现传统文化的更新与再生，又如何用‘有温度的词汇’来表达我们自己……。”

## 相关书籍
1. 弘爱(编). . 上海: 华东师范大学出版社. 2015. ISBN 978-7-5675-2219-0.